# پایگاه هوایی ارتشی ایلیزابت
پایگاه هوایی ارتشی ایلیزابت (به انگلیسی: AFS Port Elizabeth) یک فرودگاه با کد یاتا PLZ است که یک باند فرود آسفالت دارد و طول باند آن ۱۹۸۰ متر است. این فرودگاه در شهر پورت الیزابت کشور آفریقای جنوبی قرار دارد و در ارتفاع ۶۷ متری از سطح دریا واقع شده است.